# Hästhandlare

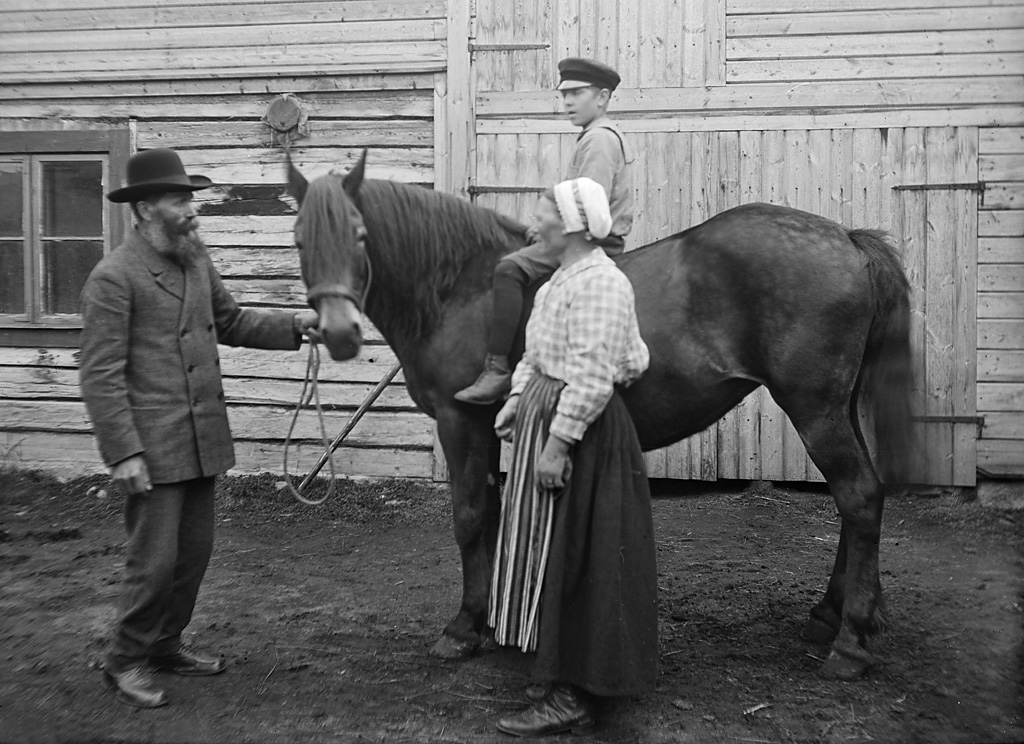
Hästen var förr ett vanligt arbetsredskap och transportmedel i många hem.

Hästhandlare är en person som köper och säljer hästar, alternativt mot betalning förmedlar kontakter mellan köpare och säljare av hästar.

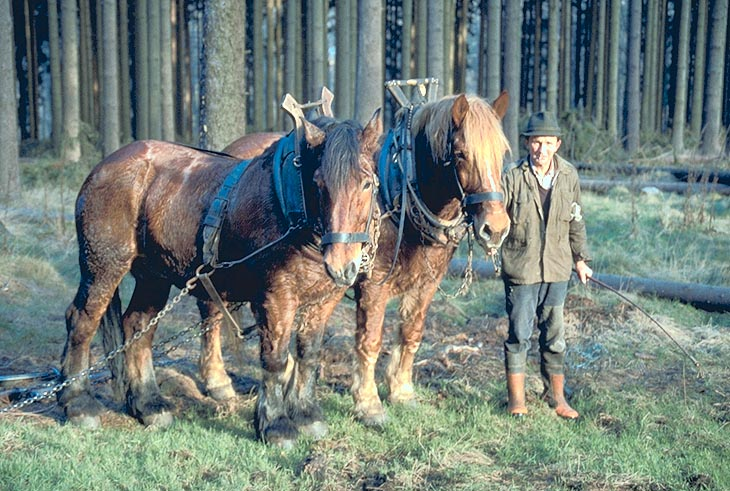
Bland annat användes hästar vid timmerarbete i skogarna.

Den pejorativa termen hästskojare relaterar underförstått till en hästhandlare som förskönar hästens egenskaper eller underlåter att berätta om egenskaper som är negativa avseende köparens tänkta användning av hästen.